# 許曹德
許曹德（1937年2月17日—2018年11月3日），家族出自於台灣新竹，基隆出生。商人、台灣白色恐怖受難者，台灣獨立運動參與者。
許曹德在1967年全國青年團結促進會案中遭到逮捕入獄。台灣解嚴後，許曹德因在台灣政治受難者聯誼總會將「台灣應該獨立」列入組織章程，與蔡有全一起遭到國民黨當局逮捕。引發民間大力聲援，即為許曹德、蔡有全台獨案。
2018年11月3日上午，壽終，享年81歲。

## 早年生平
許曹德於1937年（昭和十二年）農曆正月初七（1937年2月17日）出生於台灣基隆市，:47父親出身於新竹市大族許家，與許振乾家族較親近，許曹德與許振乾同輩。:57母親是出身新竹內灣的客家人養女。:53許曹德於1943年（昭和十八年）進入瀧川公學校（後南榮小學），:90目睹了美軍轟炸基隆(1945年1月9日，目標為基隆港)。:95在小時候目睹了二二八事件後，國民黨軍隊在清鄉中於基隆市區濫殺平民，偷看馬路上一批批青年在槍尖下押向市區。:117許曹德奶媽的兒子也被軍隊殺死，許曹德參與了在基隆火車站前淺水碼頭的認屍。:118-120
大學時，許曹德就讀台灣大學政治系。在1964年臺北市長選舉中，許曹德認識市議員林水泉。:287林水泉與許曹德、黃明宗、呂國民、林中禮等人一起為黨外的高玉樹輔選，並戰勝國民黨的周百鍊。:288

## 第一次被捕
1966年起黃明宗等人組成「台灣青年團結促進會」，展開行動，許曹德雖然不知組織成員，但為與日本連繫，由林水泉與許曹德協定由許曹德以商業英文書信答覆在從其公司取出寄出。日後成為許曹德遭逮捕理由。:292
1968年1月，許曹德遭到逮捕。:294在偵訊時受到國民黨特務的挨打及言語羞辱，要求許曹德承認與日本的台獨組織勾結。:2981969年以《懲治叛亂條例》第二條第三項判刑八年。1970年上訴時，又因發生黃文雄槍擊蔣經國事件，被改判十年。:3161972年被送至綠島。
1974年，許曹德因心臟病發被送到台東軍醫院。
1975年，因蔣介石逝世，許曹德獲特赦出獄。:346-347之後從事出版社事業。

## 許、蔡台獨案
1987年，許曹德加入台灣政治受難者聯誼總會。8月許曹德讀到國民黨御用學者丘宏達借中國恐嚇台灣不得獨立的言論為國民黨辯護，使許曹德「體認中國人的虛偽面目，非正面挺身反擊不可」，決定提出台獨主張。:3678月30日，在「台灣政治受難者聯誼總會」成立大會上，將「台灣應該獨立」列入組織章程。:9立刻受到當局打壓，高檢署揚言要嚴辦。最後對許曹德及蔡有全發出傳票，即為許、蔡台獨案。國民黨當局的行為立刻引起民間對許曹德、蔡有全的聲援，鄭南榕也在《自由時代》上發文聲援。最後許曹德與蔡有全於10月12日出庭。:86
1988年1月16日，許曹德、蔡有全台獨案判決，許曹德被判七年。1990年4月4日假釋出獄。5月20日，總統李登輝發佈特赦令，恢復許曹德在內14人被褫奪之公權。

## 再度出獄
出獄後，許曹德回復商人身分。多次捐款給民進黨，為本土民主運動貢獻。1993年，許曹德代表民進黨投入新店市長補選，最後不敵國民黨鐵票敗選。
2018年11月3日，許曹德逝世。11月16日，獲總統蔡英文明令褒揚令。褒揚令原文如下：

　　民主運動先輩許曹德，賦性穎敏，稟才曠達。少歲卒業國立臺灣大學政治學系，潛心析研國際關係，根萌自由主義波潮，惕厲淬勉，覃思標新。嗣以入行從商，經營多元企業，操持勤奮，創置有成。平素悉力公共事務，眷懷政治文化議題；參與全國青年團結促進會，推動社會改革開放，熱愛鄉土，時長意執。雖身陷囹圄猶未改其志，本土民主運動為之蓬勃發展，爰有「臺灣一代奇男子」稱名。畢生持倡自由民主，弘宣人權言論保障，勞心諄諄，求理孜孜；深衷抱懷，行誼宛在。遽聞溘然長辭，沉悼良殷，應予明令褒揚，用示軫念耆宿之至意。

總　　　統　蔡英文　　　　

行政院院長　賴清德　　　　

## 相關書籍
- 許曹德，《許曹德回憶錄》，臺北：前衛出版社，1990年7月臺灣版第二刷。
- 林樹枝（枝伯）著，《白色恐怖Ｘ檔案》，臺北：前衛出版社，1997年10月初版。

## 外部連結
1. ↑  台獨戰士許曹德逝世 同窗追憶：終有夢想成真的那一天 （页面存档备份，存于）陳郁茹 新頭殼新聞 2018-11-04
2. 1 2 3 4 5 6 7 8 9 10 11 12 13 14 15  許曹德. . 1990年7月.
3. 1 2  林樹枝. . 前衛出版社. 1997年10月.
4. ↑  挺身而出為獨立 起訴台獨，藐視民主 （页面存档备份，存于），鄭南榕，《自由時代》205期 (1988年01月02日)
5. ↑  .   [2015-08-09]. （原始内容存档于2019-06-10）.
6. ↑  魏永竹. . 《臺灣文獻》 (南投縣南投市中興新村: 臺灣省文獻委員會). 1991-03-31, 42 (1): 265－299頁.